# آماندا برتون
آماندا برتون (انگلیسی: Amanda Burton؛ زادهٔ ۱۰ اکتبر ۱۹۵۶) بازیگر اهل ایرلند شمالی است. وی از سال ۱۹۸۱ میلادی تاکنون مشغول فعالیت بوده‌است.
از فیلم‌ها یا برنامه‌های تلویزیونی که وی در آن نقش داشته‌است، می‌توان به قصه‌گو، پرده دو، مارپل آگاتا کریستی، آدمکشان میدسامر، برانسون، شاهد خاموش و طبابت در پیک اشاره کرد.